# Meyenheim
Meyenheim (en alsacià Maiene) és un municipi francès, situat a la regió del Gran Est, al departament de l'Alt Rin. L'any 2005 tenia 1.171 habitants.

## Demografia
| 1962 | 1968  | 1975  | 1982  | 1990 | 1999 |
| ---- | ----- | ----- | ----- | ---- | ---- |
| 888  | 1.080 | 1.041 | 1.003 | 884  | 957  |

## Administració
| Període | Identitat      | Partit |
| ------- | -------------- | ------ |
| 2001-   | Françoise Boog | UMP    |